# Vincetoxicum tanakae
Vincetoxicum tanakae là một loài thực vật có hoa trong họ La bố ma. Loài này được (Maxim. ex Franch. & Sav.) Franch. & Sav. miêu tả khoa học đầu tiên năm 1877.